# 卡齐米日·齐姆内
卡齐米日·齐姆内（波蘭語：Kazimierz Zimny，1935年6月4日—2022年6月30日），波兰男子田径运动员。他曾代表波兰参加1956年和1960年夏季奥林匹克运动会田径比赛，其中1960年奥运会获得一枚铜牌。